# José Celso Bonatelli
José Celso Bonatelli (Bariri, 10 de abril de 1937 – Brusque, 11 de agosto de 1999) foi um médico e político brasileiro.
Filho de Renato Bonatelli e de Amabile Masson Bonatelli. Casou com Elisabeth Bonatelli.
Foi prefeito de Brusque, de 31 de janeiro de 1983 a 31 de dezembro de 1988.
Foi candidato a deputado estadual para a Assembleia Legislativa de Santa Catarina nas eleições de 1990, pelo Partido Democrático Trabalhista (PDT), obtendo 10.010 votos, e tomou posse na 12ª Legislatura (1991-1995).